# Emmanuel Godfroid
Emmanuel Godfroid of kortweg Manu Godfroid (16 augustus 1972) is een voormalig Belgisch voetballer.

## Statistieken
| Seizoen | Club             | Land     | Competitie         | Wedstrijden | Doelpunten |
| ------- | ---------------- | -------- | ------------------ | ----------- | ---------- |
| 1991/94 | FC Luik          | België   | Tweede klasse      | 50          | 9          |
| 1994/98 | Antwerp FC       | België   | Jupiler Pro League | 107         | 15         |
| 1998/02 | Standard Luik    | België   | Jupiler Pro League | 32          | 5          |
| 2002/04 | Rapid Boekarest  | Roemenië | Liga 1             | 52          | 8          |
| 2004/06 | FC Luik          | België   | Tweede klasse      | 29          | 3          |
| 2006/09 | ES Wanze/Bas-Oha | België   | Vierde klasse      | 40          | 8          |
|         |                  |          | Totaal             | 310         | 48         |